# Дорожная сказка
«Дорожная сказка» — советский рисованный мультфильм, снятый режиссёром Гарри Бардиным  на студии «Союзмультфильм» в 1981 году.

## Сюжет
Музыкальная сказка о верности, любви, дружбе. Герои фильма — автомобили.
Главный герой — маленький синий грузовичок — встречает по пути красивую легковую машину. Он влюбляется в неё, она поначалу отвергает его, но потом всё-таки начинает испытывать к нему чувства. На шоссе за парой появляется большой грузовик-лихач. Он гонится за легковой машиной, но грузовичок смело преграждает ему путь и бьёт его, грузовик вынужден отступить. Повреждённый грузовичок отправляют на завод, где его восстанавливают. Возлюбленная ищет его, но никак не может найти своего ухажёра среди других покрашенных в один цвет грузовичков. В финале грузовичок и его возлюбленная находят друг друга, благодаря мелодии, звучавшей в день их знакомства.

## Создатели
- Автор сценария и Режиссёр — Гарри Бардин
- Художник-постановщик — Светлана Гвинштавили
- Композитор — Сергей Анашкин
- Оператор — Елена Петровна
- Звукооператор — Борис Фильчиков
- Монтажер — Любовь Георгиева
- Художники-мультипликаторы: Анатолий Абаренов, Рената Миренкова, Ольга Орлова, Виталий Бобров, Владимир Крумин
- Редактор — Аркадий Снесарев
- Директор картины — Федор Иванов

## Награды
- 1981 — Диплом ММКФ
- 1982 — Диплом МКФ в Тампере (Финляндия)